# 韓希孟 (宋朝)
韓氏（1242年—1259年），字希孟，以字行，岳州巴陵縣（今湖南省岳陽市）人。丞相韓琦五世孫女。

## 生平
韓希孟嫁給襄陽賈尚書子賈瓊。宋理宗開慶元年（1259年），韓希孟十八歲，元軍攻陷岳州，韓希孟被元軍掠走，元軍的士兵們打算將她獻給主將，韓希孟找時機投水自殺。三天後找到她的屍體，在她的裙带中發現一首詩。

## 詩詞作品
|                | 我質本瑚璉，宗廟供頻蘩。 一朝嬰禍難，失身戎馬間。 寧當血刃死，不作袵席完。 漢上有王猛，江南無謝安。 長號赴洪流，激烈摧心肝。 |
| ——《練裙帶詩》 | |

汪遠孫說韓希孟練裙詩，見《宋史·列女傳》。托夢趙孟頫的事蹟見陶宗儀《輟耕錄·卷三》。詩卻不同（輟耕錄記載的裙帶詩為一首五言長句，《陵川集》亦有記載），《宋詩紀事·韓希孟》將兩首都收錄。

## 軼事

### 託夢
韓希孟死後三十年，判官沈恩安將韓希孟的詩託劉元履求書於著名書法家趙孟頫，劉元履允諾，但還沒將此事告訴趙孟頫時，趙孟頫夢見一婦人請求他為她書寫其練裙詩，因趙孟頫君子之筆能夠抒發、化解她心中的抑鬱。後來趙孟頫得知韓希孟的事蹟後感到奇異，於是為其書。從此韓希孟的清節之名更為世人所知。

### 水仙圖
韓希孟曾畫過一幅《水仙圖》，畫法高簡，文秀潔淨，上有小楷字『韓氏希孟戲寫』，圖上有唐伯虎、方孝孺的題跋。方孝孺題中略述韓希孟的練裙詩。

## 評價
- 胡翰：巴陵韓希孟，淑質自天挺。一為軍中虜，視死猶一瞑。《至正壬辰之春餘臥病始起遭時多故奔走山谷間》、嗚呼以天下之至難，而婦人女子能之，孰謂為士大夫者，不能哉生人之類所以不至於澌盡者，蓋必與有立也。《胡仲子集·書賈節婦傳後》
- 郝經：節婦巴陵女子韓希孟，誓不辱於兵，書詩衣帛以見意，赴江以死。其詩悲婉激切，辭意壯烈，有古義士未到者。《元詩紀事·巴陵女子行》、巴陵女子韓希孟，梅溪主人張素英。解作歌詩還死節，不論傾國與傾城。《元詩紀事·武昌詞三首》
- 王璲：襄陽城上降旗舉，回首烽烟昬鄂渚。忠臣不獨李洺州，節義更有巴陵女。巴陵女子魏公孫，結髮歸向（闕）門。南來故族多衰替，唯有安陽家範存。當時倉卒罹鋒鏑，猛士雄夫猶喪色。從容濺血寫羅裙，此志誰與巴陵敵。《青城山人集·卷三》

## 延伸阅读
[在维基数据编辑]
 《宋史·卷460》，出自脱脱《宋史》